# Estuaire de Milford Haven
L'estuaire de Milford Haven (Milford Haven Waterway en anglais, Dyfrffordd Aberdaugleddau en gallois) est un bras de mer du Royaume-Uni, situé dans le comté du Pembrokeshire, au pays de Galles. Les eaux de deux rivières viennent s'y jeter : la Cleddau et la Pembroke.
Il a donné son nom à la ville de Milford Haven, érigée sur sa rive nord.